# Julián Gorkin
Julián Gómez García dit Julián Gorkin, né en janvier 1901 à Valence et mort le 20 août 1987 à Paris, était un écrivain, journaliste, et homme politique espagnol, dirigeant du Parti ouvrier d'unification marxiste (POUM).

## Biographie

### Premiers pas en politique
D'origine très modeste, c'est dans les conditions les plus dures qu'il s'initia à la littérature, à l'histoire et à la politique, alors qu'il vivait chez son oncle, en Aragon. Très jeune encore, il s'engagea dans les luttes sociales, révolté par les profondes injustices qu'il constatait dans l'Espagne d'alors. Il avait dix-sept ans quand il fut nommé Secrétaire de la Jeunesse Socialiste de sa ville natale, Benifairó de les Valls. À vingt et un ans, il fonda la Fédération communiste du Levant et en devint le secrétaire général.

### Premier exil
Lors de la Guerre du Rif, qui commença en 1921, il refusa d'être incorporé dans l'armée pour une guerre qu'il qualifia de colonialiste ; un procès pour antimilitarisme et lèse-majesté le contraignit alors à l'exil. Il se réfugia en France, changeant fréquemment de lieux de résidence car il continuait ses activités politiques. C'est à cette époque qu'il connut Louise Vuistaz et que naquit à Paris son premier fils : Claude Gomez Vuistaz. Pendant huit ans, il mena la vie d'un révolutionnaire professionnel — « fonctionnaire du Komintern », selon ses propres mots — à travers l'Europe et fut l'ami d'Henri Barbusse.
En 1929, lors d'un voyage en URSS, il découvrit la terrible réalité concentrationnaire soviétique et en fut si choqué qu'il rompit avec Moscou et l'Internationale communiste. La Guépéou essaya alors de le faire assassiner lorsqu'il quitta le pays. Il parvint pourtant à revenir en France, où il se lança dans un travail littéraire axé sur le théâtre et le roman social. La révélation de ce qu'il avait constaté en Union soviétique lui mit à dos les dirigeants du Parti communiste d'Espagne (PCE), aux ordres de Moscou. Traducteur de Trotski, proche de l'Opposition de gauche, il rompit finalement avec le PCE et rejoignit le Bloc ouvrier et paysan (BOC) fondé par Joaquín Maurín en 1931.

### Naissance du POUM et guerre d'Espagne
De retour en Espagne à la proclamation de la République (1931), il fut l'un des fondateurs du Parti ouvrier d'unification marxiste (Partido Obrero de Unificacion Marxista, POUM) le 29 septembre 1935. Ce parti fut constitué à Barcelone, à partir du regroupement du BOC de Joaquín Maurín et Julian Gorkin et de la Gauche communiste d'Espagne, de tendance trotskiste, d'Andreu Nin ; ces deux mouvements étaient formés d'anciens militants du PCE qui combattaient le stalinisme de celui-ci.
Durant la guerre civile espagnole (1936-1939), Gorkin dirigea le journal La Batalla, organe du POUM, et fut nommé membre du Comité central des milices antisfacistes de Catalogne. Le POUM fut l'un des mouvements républicains les plus actifs dans la lutte contre le fascisme, payant un très lourd tribut sur le front d'Aragon, comme en témoigna l'écrivain britannique George Orwell, qui fut d'ailleurs un ami de Gorkin. À la suite des journées de mai 1937 à Barcelone, la Guépéou arrêta Gorkin dans cette ville et le traîna de cachot en cachot. Son procès, monté de toutes pièces sur l'ordre de Moscou, provoqua un scandale international.
L'assaut donné à la prison communiste dans laquelle il était incarcéré avec des dizaines d'autres militants de la gauche non stalinienne, par des éléments poumistes et anarchistes qui tentaient de libérer leurs camarades emprisonnés, dont beaucoup avaient malheureusement déjà été sommairement exécutés et d'autres torturés, lui permit de s'évader avec de nombreux autres militants condamnés à mort.

### Second exil
Réfugié à Paris grâce à l'aide de ses amis Victor Serge et Marceau Pivert, il devint en 1939 secrétaire du Centre marxiste révolutionnaire international. Sa compagne et son fils Claude l'y rejoignirent.
Cette même année, il partit à Londres pour représenter le POUM au sein du Centre marxiste révolutionnaire international, constitué huit ans plus tôt avec l'objectif de représenter au niveau international l'ensemble des partis adhérents, notamment pour faire face à la propagande du Komintern stalinien ainsi qu'à la montée des fascismes. Il y plaida pour que la Grande-Bretagne se montre vigilante contre l'Allemagne nazie et l'Union des républiques socialistes soviétiques, mais aussi pour qu'elle ne reconnaisse pas le régime franquiste désormais vainqueur en Espagne.

### Intermède mexicain
Au tout début de 1940, il gagna le Mexique, pays qui n'avait pas reconnu le régime franquiste et où se rassemblaient de nombreux républicains espagnols décidés à continuer la lutte (c'était en effet le seul État où l'ambassade d'Espagne arborait toujours le drapeau de la République). Il souhaitait, une fois établi, y faire venir sa compagne et son fils. Mais les tragiques évènements survenus en France au mois de mai 1940, avec l'invasion du pays par les Allemands, allait les couper les uns des autres et empêcher la réalisation de ce dessein.
Gorkin put simplement leur faire passer un message indiquant que s'ils parvenaient à sortir de France, il les attendrait à Veracruz. En 1941, sa compagne et son fils (alors âgé de treize ans) s'enfuirent, passèrent en zone libre, parvinrent à s'embarquer pour Tanger et, après une longue attente dans ce port marocain, purent trouver un bateau neutre (portugais) pour le Mexique. Ils y arrivèrent non sans avoir été arraisonnés par la marine britannique. Julian Gorkin les y rejoignit et grâce à des camarades exilés, ils purent trouver un logement à Mexico. Gorkin prit alors la nationalité mexicaine, d'une part parce qu'il ne pouvait plus demeurer espagnol et, d'autre part, par reconnaissance envers la fidélité du Mexique à la cause républicaine.
Il fut également l'ami du président mexicain Lázaro Cárdenas (qui exerça son mandat de 1934 à 1940), qu'il assista pour favoriser l'accueil des exilés républicains qui entendaient continuer la lutte et ne voulaient pas tomber aux mains des Allemands (qui les auraient livrés à Franco). Après son mandat présidentiel, Lázaro Cárdenas devint ministre de la Défense nationale durant la guerre (de 1942 à 1945) et engagea le Mexique aux côtés des Alliés, contre l'Axe ; il fit plusieurs fois appel à Gorkin pour le conseiller, notamment à propos de l'internement des ressortissants des pays de l'Axe. Gorkin se rendit compte alors que même les exilés antifascistes et antinazis étaient internés et les fit libérer par Cárdenas ; l'un d'entre eux, le socialiste autrichien Adolf Kozlik, épouserait la sœur de Gorkin. En effet, outre sa compagne et son fils, Gorkin était parvenu à rassembler au Mexique d'autres membres de sa famille pour leur éviter un sort tragique, notamment sa mère et sa sœur Lolita, elle-même artiste (danseuse de flamenco de renommée internationale, qui se produisait dans plusieurs pays, au profit de la République) et militante républicaine.
Au Mexique, Julian Gorkin fut victime de cinq attentats fomentés par la Guépéou dont l'un, très grave, faillit lui coûter la vie et nécessita une trépanation. C'est durant cette période mexicaine qu'il prit part à l'enquête sur l'assassinat de Trotski (20 août 1940), qu'il décrira dans le livre Así asesinaron a Trotski, qu'il rédigea avec le général Sanchez Salazar.
À Mexico, il assume la direction de la revue du POUM en exil, fonde les revues Análisis (Revista de Hechos e Ideas) et Mundo (Socialismo y Libertad) ainsi que des maisons d'édition avec Bartolomeu Costa Amic. Il écrivit également plusieurs ouvrages au cours de cette période, dont Caníbales politicos (Hitler y Stalin en España) en 1941, La GPU prepara un nuevo crimen en 1942, en collaboration avec l'exilé allemand antinazi et antistalinien Gustav Regler. Il fut également l'ami, à cette époque, de l'écrivain John Dos Passos, qui allait d'ailleurs préfacer l'un de ses livres quelques années plus tard, comme l'avait fait, avant-guerre, Henri Barbusse. Bon nombre de ses anciens camarades, rescapés de la guerre civile, étaient avec lui à Mexico, dont Victor Serge et Marceau Pivert, ce qui permettait de continuer le combat avec une certaine efficacité.

### En France
En 1948, il revint en Europe où il participa au Mouvement pour les États-Unis socialistes d’Europe, et il fut également l'un des fondateurs du Mouvement Européen et demeura pendant près de trente ans membre du Conseil fédéral espagnol de ce mouvement, y représentant l'opposition au régime franquiste et parvenant à convaincre les dirigeants européens de n'accepter qu'une représentation des exilés républicains.
Il considérait, lors de son retour en France, que sa présence y serait plus nécessaire qu'au Mexique afin de mieux lutter à la fois contre la dictature franquiste en Espagne (qui était en train de se refaire une virginité auprès des Occidentaux, en tentant de faire oublier son ancienne alliance avec les pays de l'Axe) et contre le stalinisme, qui était alors au maximum de sa puissance et se livrait à une intense propagande avec des moyens considérables, provenant en grande partie d'Union Soviétique (comme le confirmèrent d'ailleurs amplement les archives soviétiques après la chute de l'URSS). Il n'envisageait pourtant pas de rester durablement en Europe et pensait retourner au Mexique au bout de  quelque temps ; c'est pourquoi tous les membres de sa famille y étaient restés.
Mais le destin allait modifier les projets initiaux de Gorkin, car il allait trouver en France une nouvelle compagne avec laquelle il partagerait désormais sa vie. De l'union de Rita H. Régnier (qui allait devenir indianiste au CNRS, auteur de plusieurs ouvrages sur la civilisation indienne) et de Gorkin naquit un fils en décembre 1950 : Fabien Régnier. Son père décida alors de demeurer avec lui et s'établit ainsi définitivement en France. En 1951, il fit un ultime voyage au Mexique pour en informer sa première compagne et son fils aîné, Claude, qui était entre-temps devenu mexicain et avait entamé des études d'ingénieur. Gorkin lui expliqua qu'il était désormais adulte (il avait 24 ans) et était en mesure de mener sa vie alors que son second fils, qui n'avait qu'un an, avait besoin d'avoir son père à ses côtés. Les deux demi-frères ne se connaîtraient qu'en 1963 mais deviendraient bientôt très liés et les deux branches issues de  Gorkin, la mexicaine et la française, se développeraient tout en entretenant des liens étroits, unies par le souvenir de leur père commun.
À cette époque, Gorkin, sa compagne et leur fils Fabien vivaient à Saint-Mandé et leur demeure devint bientôt le lieu de ralliement de nombreux exilés espagnols. On y trouvait Luis Araquistain, El Campesino après sa spectaculaire évasion des camps de concentration soviétiques, le peintre Bartoli, Alberto Gironella (en), Luis Quintanilla, Rodolfo Llopis et parfois Salvador de Madariaga lorsqu'il était de passage en France.

### Au service d'un idéal démocratique
Au début des années cinquante, il entreprit de faire une tournée de meetings dans de nombreux pays. Au Congo, il apporta son appui aux formations anti-colonialistes qui militaient pour l'indépendance, dans le cadre de l'Internationale socialiste. Puis il partit en République dominicaine, à Cuba (où il fut victime d'un attentat), au Honduras, au Venezuela (où il conseilla le président Romulo Bétancourt, considéré comme le père de la démocratie vénézuélienne), au Chili (où il mit Salvador Allende en garde contre les risques d'une infiltration des communistes pro-soviétiques à l'intérieur du parti socialiste chilien et la réaction d'une extrême-droite caudilliste qui ne pourrait qu'en résulter avec des conséquences tragiques), en Équateur, au Brésil, en Argentine...
Au cours de cette période, il lui fallut quitter la pension de famille de Saint-Mandé où il logeait avec sa compagne et son fils. Il ne faisait que de brefs passages en France pour les voir l'un et l'autre quand cela était possible et continuer son travail littéraire dans les revues auxquelles il collaborait ou qu'il dirigeait. Ses déplacements nombreux ne prirent fin qu'au début des années soixante. Il se fixa alors définitivement à Paris avec Rita H. Régnier et ils purent y faire venir leur fils Fabien. Leur domicile parisien devint alors, comme l'avait été celui de Saint-Mandé une douzaine d'années plus tôt, un lieu de rencontre pour de nombreux exilés.
Entre 1953 et 1966, Gorkin occupa les fonctions de Secrétaire latino-américain du Congrès pour la Liberté de la Culture et de la revue culturelle Cuadernos, et de directeur de l'agence de presse « El Mundo » en espagnol. Il fonda également la revue Mañana. En septembre 1969, il fut élu président du PEN Club International des écrivains en exil. En 1970 lui fut décerné le Prix Voltaire pour l'ensemble de son œuvre, qui totalise une vingtaine d'ouvrages. Trois ans plus tard, une nouvelle version de son livre consacré à l'assassinat de Trotski fut publiée au Livre de Poche, en France.
Après le décès de Franco (fin-1975), il put enfin retourner en Espagne après trente-six années d'exil qui faisaient suite aux dix années de son premier exil. Mais il choisit de demeurer en France jusqu'à son décès, survenu le 20 août 1987. Ses deux fils, Claude Gomez, venu de Mexico, et Fabien Régnier se réunirent autour de leur père au cours de son agonie.
Julian Gorkin laisse donc une œuvre importante ainsi qu'une postérité représentée par les deux branches qu'il put fonder au cours de sa vie de révolutionnaire : c'est ainsi qu'au Mexique, Claude eut deux filles (Claudine et Liliane, elles-mêmes mères de familles) et qu'en France, Fabien eut un fils, Quentin. Mais s'il eut la joie de voir l'effondrement du régime franquiste, il ne put malheureusement pas assister à celui de l'URSS qui ne survint que quatre années après sa mort.

## Œuvres

### Romans
- Días de bohemia, Ediciones Ulises, Madrid, 1930 (préface d'Henri Barbusse)
- La muerte en las manos, Ediciones Claridad, Buenos Aires, 1957, et Libro Mex-Editores, Mexico, 1959 (préface de John Dos Passos)

### Théâtre
- La corriente y una famililia, Ediciones Zeus, Madrid, 1932
- La guerra estella manana, Ediciones Sol, Valencia, 1934
- Douze chaises, ORTF, 1960
- Fantasmas de la Historia y El otro mundo, Libro Mex-Editores, Mexico, 1961

### Histoire, témoignages
- Caníbales politícos (Hitler y Stalin en España), Ediciones Quetzal, Mexico (Mexique), 1941
- La GPU prepara un nuevo crimen, Ediciones Quetzal, Mexico, 1942
- Ainsi fut assassiné Trotski, Éditions Self, Paris, 1948
- Communista en Espana y antistalinia en la U.R.S.S., Editorial Guarania, Mexico, 1952
- Destin du XXe siècle, Les Iles d'Or, Paris, 1954
- Marx y la Russia de ayer y de hoy, Editorial Bases, Buenos Aires, 1956
- Como contribuír a salvar a El Campesino y por qué colaboro con él, Ediciones Júcar, Mexico, 1959
- Espana, primer ensayo de democracia popular, Biblioteca de la Libertad, Buenos Aires, 1961
- El Imperio Soviético, Éditions Claridad, Buenos Aires, 1969
- L'assassinat de Trotski, Julliard, Paris, 1970, et Livre de Poche, Paris, 1973, Prix Voltaire 1970
- El proceso de Moscú en Barcelona: El sacrificio de Andrés Nin, Aymá S.A. Editora, Barcelona, 1973
- El revolucionario profesional, Aymá S.A. Editora, Barcelona, 1975
- Les communistes contre la révolution espagnole, Belfond, Paris, 1978

### Transcription
- Valentin Gonzalez, La Vie et la Mort en U.R.S.S., Les Iles d'Or, Paris, 1950

### Anthologies littéraires
- The Spanish Omnibus, Eyre and Spottiswood, London, 1931
- Great Spanish Short Stories, The Houghton Mifflin Company, Boston and New-Ork, 1932
- Diez novelistas americanos modernos, Editorial Zeus, Madrid, 1933
- Nouvelles espagnoles, Gallimard, Paris, 1937 (préface d'Henri Barbusse)